# GIF
GIF (viết tắt của Graphics Interchange Format; trong tiếng Anh nghĩa là "Định dạng Trao đổi Hình ảnh") là một định dạng tập tin hình ảnh bitmap cho các hình ảnh dùng ít hơn 256 màu sắc khác nhau và các hoạt hình dùng ít hơn 256 màu cho mỗi khung hình. GIF là định dạng nén dữ liệu đặc biệt hữu ích cho việc truyền hình ảnh qua đường truyền lưu lượng nhỏ. Định dạng này được CompuServe cho ra đời vào năm 1987  và nhanh chóng được dùng rộng rãi trên World Wide Web cho đến nay.
Tập tin GIF dùng nén dữ liệu bảo toàn trong đó kích thước tập tin có thể được giảm mà không làm giảm chất lượng hình ảnh, cho những hình ảnh có ít hơn 256 màu. Số lượng tối đa 256 màu làm cho định dạng này không phù hợp cho các hình chụp (thường có nhiều màu sắc), tuy nhiên các kiểu nén dữ liệu bảo toàn cho hình chụp nhiều màu cũng có kích thước quá lớn đối với truyền dữ liệu trên mạng hiện nay. Định dạng JPEG là nén dữ liệu thất thoát có thể được dùng cho các ảnh chụp, nhưng lại làm giảm chất lượng cho các bức vẽ ít màu, tạo nên những chỗ nhòe thay cho các đường sắc nét, đồng thời độ nén cũng thấp cho các hình vẽ ít màu. Như vậy, GIF thường được dùng cho sơ đồ, hình vẽ nút bấm và các hình ít màu, còn JPEG được dùng cho ảnh chụp.
Định dạng GIF đã được đăng ký sở hữu trí tuệ bởi Unisys, và những ai muốn viết chương trình để tạo ra hoặc hiển thị tập tin GIF phải trả tiền bản quyền. Tiêu chuẩn định dạng PNG đã ra đời để thay thế GIF, giảm các hạn chế luật pháp và hạn chế công nghệ. Nay giấy phép sở hữu trí tuệ của Unisys đã hết hạn, nhưng PNG vẫn được ưa chuộng do có nhiều tính năng kỹ thuật vượt trội, và đã trở thành định dạng phổ biến thứ 3 trên mạng.

## Lịch sử

Animated gif

Công ty CompuServe đã cho ra đời định dạng GIF vào năm 1987 để cung cấp khả năng định dạng hình ảnh màu trong khu vực tải file thay thế cho định dạng RLE (chỉ gồm 2 màu trắng đen) của họ. Định dạng GIF đã trở nên thông dụng vì khả năng sử dụng kỹ thuật nén LZW - một kỹ thuật nén cho hiệu cao hơn cả PCS và MacPaint sử dụng. Điều này giúp cho việc tải những hình ảnh màu lớn về trở nên dễ dàng hơn, thậm chí với những modem rất chậm.
Phiên bản ban đầu của các định dạng GIF được gọi là 87a. Năm 1989, CompuServe cho ra đời một phiên bản nâng cao, được gọi là 89a - hỗ trợ cho những hình ảnh động, màu sắc trong suốt và ứng dụng khả năng siêu lưu trữ. 
Hai phiên bản có thể phân biệt bằng cách nhìn vào sáu byte đầu tiên của tập tin (được gọi là "con số ma thuật" hay "chữ ký"), khi chuyển sang mã ASCII được hiểu tương ứng là "GIF87a" và "GIF89a".
GIF là một trong số hai định dạng ảnh đầu tiên thường sử dụng trên những trang web. Cái còn lại là XBM (hình trắng đen)
Với tính năng nhiều tính năng ưu việt như lưu trữ nhiều hình trên cùng một file, tạo hình động có thể ứng dụng trên web,...GIF đã trở nên hết sức phổ biến và là chuẩn thông dụng cho đến ngày nay

## Sử dụng
Kich thước tập tin hình ảnh là một vấn đề quan trọng cho tốc độ truyền tin trên mạng, ngay cả với mạng băng thông rộng. GIF là một giải pháp tốt cho hình ảnh trên mạng, cho các hoạt hình nhỏ và ngắn. Đa phần các biểu trưng và các hình ảnh nhỏ trong thiết kế trang mạng ở định dạng GIF hay PNG vì các định dạng này hoạt động tốt cho hình ảnh chứa các mảng lớn có cùng màu sắc hoặc có chi tiết lặp lại. JPEG không thể nén các mảng màu lớn với đường nét chuyển màu sắc nét.
JPEG được dùng cho ảnh chụp có chứa tới 16 triệu màu sắc. Những hình ảnh không được nén như Windows bitmap được dùng trong trường hợp tốc độ xử lý ảnh quan trọng hơn là kích thước tập tin, vì các ảnh không nén được xử lý nhanh hơn.

## Màu
Định dạng GIF dựa vào các bảng màu: một bảng chứa tối đa 256 màu khác nhau cho biết các màu được dùng trong hình. Một trong số các màu trong bảng màu có thể được đặt là trong suốt.

## Định dạng thay thế
Định dạng PNG được thiết kế để thay GIF, cho hình ảnh tĩnh. PNG nén tốt hơn và có nhiều tính năng kỹ thuật hay hơn GIF. Tất cả tính năng của GIF, trừ nén hoạt hình, đều được hỗ trợ bởi PNG. Các trình duyệt mạng hiện đại đều hỗ trợ PNG.
MNG, một định dạng gần với PNG để hỗ trợ hoạt hình đã đạt phiên bản 1.0 vào năm 2001 nhưng hiện chưa có mấy trình duyệt hỗ trợ định dạng này. Năm 2004, định dạng APNG được gợi ý để tăng thêm tính năng hỗ trợ hoạt hình, đồng thời vẫn tương thích với các phần mềm chỉ hiểu định dạng PNG.